# Mary de Rachewiltz

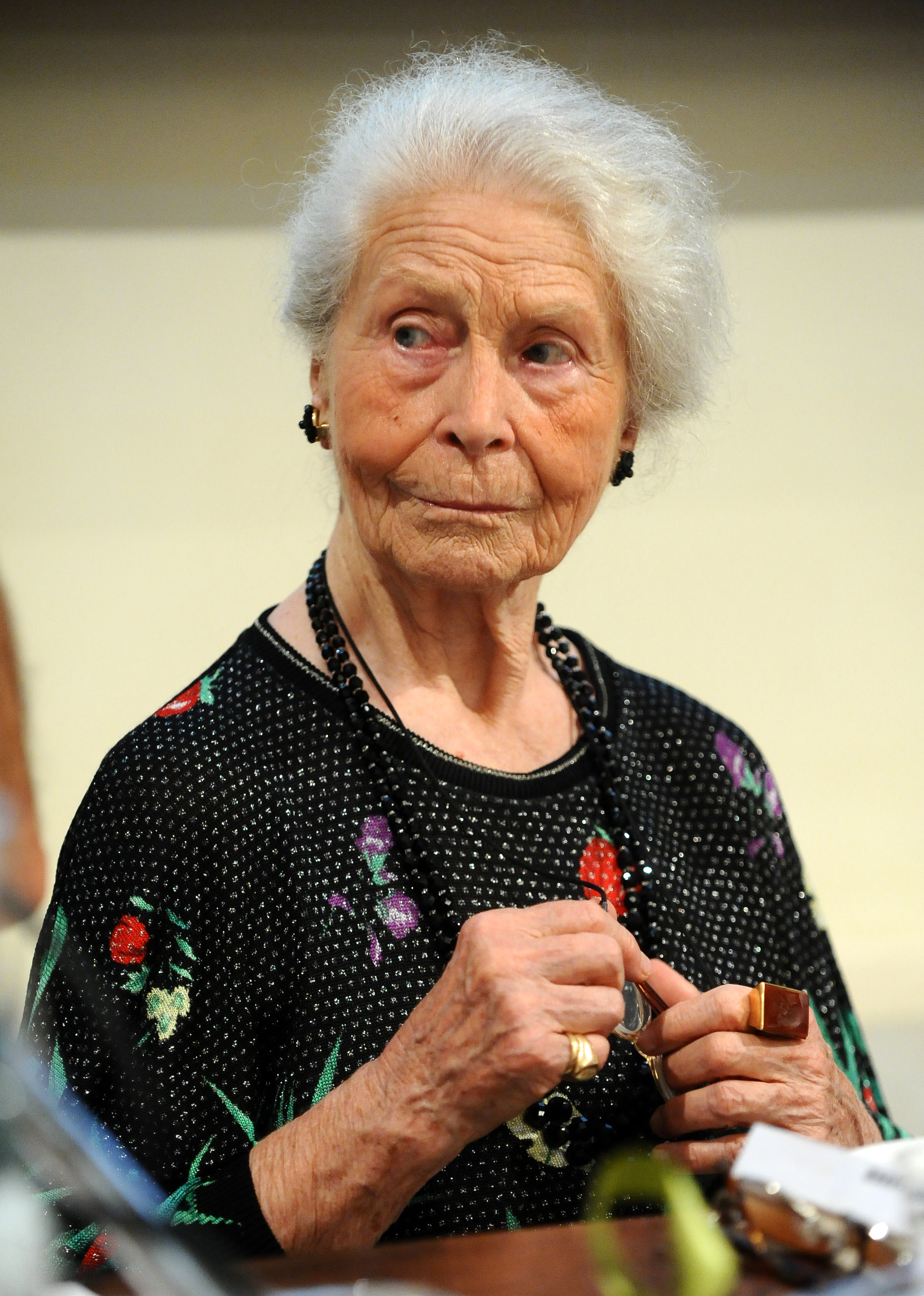
Mary de Rachewiltz (2012)

Mary de Rachewiltz (* 9. Juli 1925 in Brixen, Südtirol) ist italienisch-amerikanische Schriftstellerin und Übersetzerin.

## Leben
Mary de Rachewiltz wurde als Tochter eines amerikanischen Künstlerpaares, des Schriftstellers Ezra Pound und der Violinvirtuosin Olga Rudge geboren. Da Ezra Pound jedoch mit der Künstlerin Dorothy Shakespear verheiratet war und eine Ehe mit Olga Rudge für beide nicht in Frage kam, wurde Mary von einer Südtiroler Bauernfamilie in Gais in Taufers als Pflegekind aufgezogen. Ihre Muttersprache war daher Deutsch (mit einer unüberhörbaren Tiroler Dialektfärbung), sie lernte jedoch von ihren leiblichen Eltern Englisch sowie Italienisch und Französisch in einem privaten Gymnasium in Florenz. Diese Vielsprachigkeit prädestinierte sie zu ihrer späteren umfangreichen Übersetzungstätigkeit. Unter Anleitung ihres Vaters übertrug sie ein Kapitel aus dem 7-bändigen Werk von Leo Frobenius Erlebte Erdteile und Auszüge aus ‘Noh’ or Accomplishment von Ernest Fenellosa und Ezra Pound; diese Erstlingsübersetzungen wurden 1942 veröffentlicht.
1946 heiratete sie den späteren Ägyptologen Boris de Rachewiltz, den die Kriegsereignisse nach Südtirol verschlagen hatten; mit ihm hatte sie zwei Kinder, Siegfried (1947) und Patrizia (1950). Neben ihrer Arbeit als Übersetzerin und Schriftstellerin kümmerte sie sich vor allem um die Erziehung ihrer Kinder und die Restaurierung der gemeinsam mit ihrem Gatten erworbenen Brunnenburg, einer mittelalterlichen Burg in der Nähe von Meran. Pound und Olga Rudge hielten sich nun häufiger bei ihr auf, und Pound schrieb hier die letzten sechs Cantos.
Mary de Rachewiltz ist Kuratorin des „Ezra Pound Archive, Center for the Study of Ezra Pound and His Contemporaries“ an der Beinecke Rare Book and Manuscript Library. 1973 bis 1975 war sie Fellow am Radcliffe Institute und hielt regelmäßig Gastvorlesungen an amerikanischen Universitäten und wissenschaftlichen Instituten. Trotz ihrer Geburt in Italien und ihres dort verbrachten Lebens ist sie amerikanische Staatsbürgerin.
Seit Jahrzehnten setzt sich Mary de Rachewiltz für die Rehabilitierung ihres durch seine antisemitische und profaschistische Haltung kompromittierten Vaters Ezra Pound öffentlich ein, zuletzt insbesondere gegen dessen Vereinnahmung durch die neofaschistische Bewegung CasaPound.

## Bibliographie

### Übersetzungen von Werken Ezra Pounds
- Catai. Mailand, All’insegna del Pesce d’Oro, 1959.
- Alcuni Nobili Drammi dal Giappone: da manoscritti di Ernest Fenellosa, scelti e finiti da Ezra Pound. Mailand, All’insegna del Pesce d’Oro, 1961.
- II Teatro Giapponese No di Ernest Fenellosa e Ezra Pound. Florenz, Vallecchi, 1966.
- Opere Scelte. Mailand, Arnoldo Mondadori, 1970.
- Cantos Scelti. Mailand, Arnoldo Mondadori, 1973.
- Le Nuvole di Pisa. Mailand, Vanni Scheiwiller, 1973.
- I Cantos. Mailand, Arnoldo Mondadori, 1985.

### Eigene Werke
- Il Diapason. Mailand, Lerici-Scheiwiller 1965.
- Di Riflesso. Mailand, All’insegna del Pesce d’Oro 1966.
- Discretions. Boston, Little Brown 1971 (auf Deutsch: Diskretionen. Erinnerungen der Tochter Ezra Pounds. Innsbruck, Haymon 1993, ISBN 3-852181321).
- Process in Verso. Mailand, All’insegna del Pesce d’Oro 1973.
- Gocce che contano, Gedichte (1995).
- Polittico, Gedichte (1996).
- Whose World?, Gedichte (1998).
- For the Wrong Reason, Gedichte (2002).

## Links zur Familie
- Literatur von und über Boris de Rachewiltz im Katalog der Deutschen Nationalbibliothek
- Literatur von und über Siegfried Walter de Rachewiltz im Katalog der Deutschen Nationalbibliothek
- Literatur von und über Patrizia de Rachewiltz im Katalog der Deutschen Nationalbibliothek